# 小埃西尼
小埃西尼（法語：Essigny-le-Petit，法語發音：[esiɲi lə pəti]）是法国上法蘭西大區埃纳省的一个市镇，属于圣康坦区。

## 地理
小埃西尼（49°53'58"N, 3°21'59"E）面积4.53 平方千米，位于法国上法蘭西大區埃纳省，该省份为法国北部内陆省份，北起北部省，西接索姆省和瓦兹省，东临阿登省和马恩省，西南至塞纳-马恩省，东北部与比利时接壤。
与小埃西尼接壤的市镇（或旧市镇、城区）包括：丰索姆、方丹于泰尔特、翁布利耶尔、勒莫库尔。

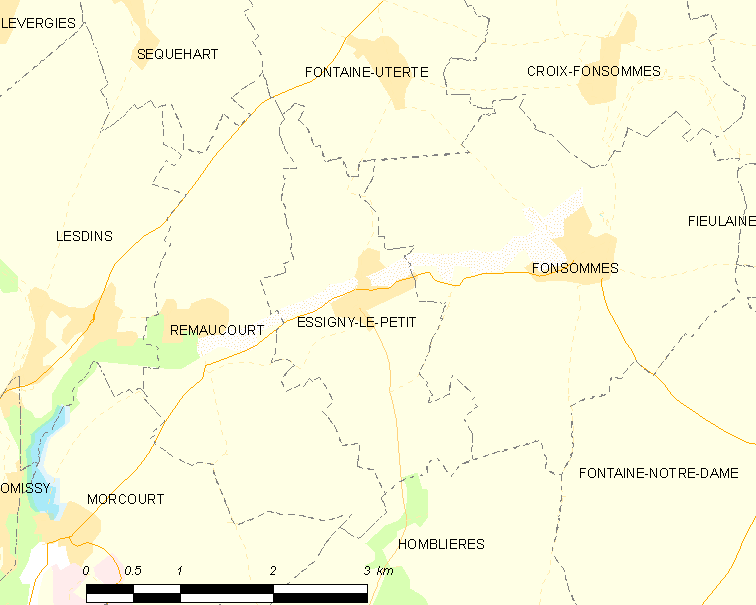
小埃西尼的OSM定位图

小埃西尼的时区为UTC+01:00、UTC+02:00（夏令时）。

## 行政
小埃西尼的邮政编码为02100，INSEE市镇编码为02288。

## 政治
小埃西尼所属的省级选区为圣康坦第二县。

## 人口

1962-2008年间小埃西尼人口变化图示

小埃西尼于2022年1月1日时的人口数量为351人。